# 普罗法朵
普罗法朵（研发代号：CI-572）是一种含氮有机化合物，化学式C14H21NO，1960年代由Parke-Davis公司以類阿片镇痛药研发，其镇痛效力与哌替啶大致相同，拮抗作用是烯丙吗啡的约1/50。